# Schöpsdorf
Schöpsdorf, obersorbisch Šepšecy, war ein Dorf im Kreis Hoyerswerda im Bezirk Cottbus. Der an der Spree gelegene Ort wurde 1957 nach Merzdorf eingemeindet und ab 1981 vom Tagebau Bärwalde überbaggert.

## Geographie
Schöpsdorf lag in Form eines Platzgassendorfs oder eines Rundplatzdorfs mit Gasse südwestlich von Merzdorf am rechten Ufer der Spree. Im Süden lagen zwischen Schöpsdorf und dem flussaufwärts gelegenen Uhyst, von der Spree und einem künstlichen Spreearm umschlossen, die Inselteiche.
Östlich des Ortes verlief an der Kreisgrenze die Straße von Bautzen über Boxberg nach Weißwasser, die heute als Bundesstraße 156 westlich der früheren Ortslage vorbeiführt.

## Geschichte

### Ortsgeschichte
Durch archäologische Untersuchungen im Vorfeld des Tagebaus konnte eine größere Anzahl von urgeschichtlichen Siedlungsspuren sichergestellt werden. Dadurch ist belegt, dass bereits in der Steinzeit in der Gemarkung gesiedelt wurde. Eine Kuppe südwestlich der Ortslage an der Spree war dabei besonders ergiebig. Die ersten Bauern waren wahrscheinlich im 5. Jahrtausend v. Chr. aktiv, wie zwei Scherben aus der Zeit der Stichreihenkeramik vermuten lassen. Aus der mittleren Bronzezeit und der frühen Eisenzeit sind außerdem Funde der Lausitzer Kultur gemacht worden.
Weitere bedeutende Funde sind eine Batterie von Eisenschmelzöfen, von denen 330 Stück nachgewiesen werden konnten, sowie eine Scherbe, durch die die slawische Besiedlung der Region entlang des Spreetales belegt werden kann. Einzig der Nachweis, dass Schöpsdorf auch schon vor der zweiten Phase der deutschen Ostsiedlung als Siedlung bestand, war nicht möglich. Die erste urkundliche Erwähnung im Jahr 1418 als Schwebsdorf zusammen mit Merteinsdorf im Lehnbuch König Wenzels IV. fällt in diese Phase, als deutsche Einwanderer aus Schwaben sich in der Lausitz ansiedelten. Der Nachweis, dass es bereits im 13. und 14. Jahrhundert eine nennenswerte Waldwirtschaft und Holzverarbeitung in der Ortsnähe gab, war hingegen möglich.
In seiner Entwicklung war Schöpsdorf eng mit Merzdorf verbunden. Bereits in einer Meißner Bistumsmatrikel von 1495 wird die Zugehörigkeit zur Merzdorfer Kirche genannt, die damals noch eine Filialkirche Klittens war. Und auch als in Merzdorf Unterricht gegeben wurde, gingen die Schöpsdorfer Kinder nach Merzdorf.
Während des Dreißigjährigen Krieges (1618–1648) kam es in Sachsen und der Oberlausitz, die seit 1635 zum Kurfürstentum gehörte, mehrfach zu Pestjahren, von denen auch Schöpsdorf nicht verschont blieb. Auch in späteren Kriegen blieb Schöpsdorf nicht verschont, so wurden beispielsweise 1706 während des Nordischen Krieges und 1728 Einquartierungen angeordnet. Als 1813 französische Soldaten vor der Schlacht bei Bautzen im Raum Milkel und Uhyst brandschatzten und Felder verwüsteten, wird Schöpsdorf zwar nicht explizit erwähnt, es ist jedoch zu vermuten, dass Soldaten auch bis dorthin vordrangen.
Bei der Teilung des Königreiches Sachsen im Jahr 1815, am Ende des Wiener Kongresses, lag Schöpsdorf in dem Teil der Oberlausitz, der an das Königreich Preußen abgetreten werden musste. Erst zum brandenburgischen Landkreis Spremberg gehörig, wurde Schöpsdorf 1825 mit dem Landkreis Hoyerswerda aus diesem herausgelöst und der Provinz Schlesien unterstellt.
Der Hoyerswerdaer Landrat schrieb 1881: „Die Gemeinden Bärwalde, Merzdorf und Schöpsdorf gehören mit zu den ärmsten Gemeinden des Kreises, die Ländereien daselbst bestehen größtenteils aus sehr leichten Sandböden und gewähren nur äußerst geringen Ertrag.“
Der Nebenerwerb beschränkte sich zu dieser Zeit größtenteils auf Forstarbeit, worauf die Bevölkerung Schöpsdorfs aufgrund seiner Abgeschiedenheit lange Zeit angewiesen war. Industrielle Arbeit ergab sich für die Bevölkerung erst ab dem Ersten Weltkrieg, als im 15 Kilometer entfernten Koblenz die Grube Werminghoff (heutiger Knappensee) aufgeschlossen und eine Brikettfabrik errichtet wurde. Im Gegensatz dazu steht ein relativ früher Anschluss an das Stromnetz, als Rudolf Hünlich, der Besitzer des Bärwalder Gutes, dort 1919 ein kleines Wasserkraftwerk an der Spree errichtet hatte und die benachbarten Ortschaften mit Strom versorgte. Hünlich ließ auch die Straße von Uhyst über Schöpsdorf nach Merzdorf ausbauen, da er ein Interesse daran hatte, auf guten Wegen zu seinem Gut zu gelangen.
Seit den zwanziger Jahren waren die Kohlegesellschaften in der Region um den Aufkauf von Abbaurechten aktiv. Im Raum Uhyst/Merzdorf waren dies vor allem die Eintracht Braunkohlenwerke und Brikettfabriken AG (Eintracht AG; Welzow) und die Braunkohlen- und Brikett-Industrie AG (BUBIAG; Berlin). Seit den frühen 1930er Jahren wurden auch Grundstücke in Schöpsdorf verkauft, vornehmlich an die BUBIAG.
Der Ausbau Uhysts gegen Ende des Zweiten Weltkriegs zum Verteidigungsknoten wirkte sich verheerend auf Schöpsdorf auf. Nachdem in den Morgenstunden des 16. April mit dem Oder- und Neißeübertritt der 1. Ukrainischen Front die Berliner Operation eingeläutet wurde, stand die Rote Armee bereits in den Abendstunden des 18. April bei Neustadt an der Spree, am 19. April waren die Truppen der 5. Gardearmee sowie der 2. Polnischen Armee im Raum Klitten. In den darauf folgenden Tagen wechselte der Frontverlauf um Klitten, Boxberg und Uhyst durch deutsche Gegenstöße mehrfach. Die auf beiden Seiten verlustreichen Kämpfe erreichten am 26. April Merzdorf. Von beiden Spreeseiten rückten polnische und sowjetische Truppen vor und besetzten den Ort gegen 16 Uhr, um 23 Uhr war auch Schöpsdorf eingenommen. Uhyst konnte erst in der Nacht zum 29. April gestürmt werden, Mönau fiel am 29. April nachmittags. Die beim Kampf um Schöpsdorf gefallenen sechs polnischen Soldaten wurden 1946 exhumiert und auf den Ehrenfriedhof von Zgorzelec umgebettet.
Fünf Wirtschaften waren infolge der Kämpfe total zerstört, drei weitere schwer beschädigt, außerdem war die Spreebrücke gesprengt. Zudem fehlten Zugtiere zur Feldbearbeitung und 13 Männer (über 10 % der Schöpsdorfer Bevölkerung) waren im Krieg gefallen.
Durch die Verwaltungsreform von 1952 kam die, seit 1945 wieder sächsische Gemeinde, im verkleinerten Kreis Hoyerswerda zum Bezirk Cottbus. Am 1. Januar 1957 wurden die Gemeinden Schöpsdorf und Bärwalde nach Merzdorf eingemeindet.
Nach der 1946 abgeschlossenen Bodenreform dauerte es noch bis zum Oktober 1959, bis sich in Schöpsdorf eine Landwirtschaftliche Produktionsgenossenschaft (LPG) gründete. Auch wenn die sorbische Tracht schon länger abgelegt war, gehörte die sorbische Sprache in der LPG noch zum Alltag.
Im Februar 1965 wurde in einer Gemeindevertretersitzung über den geplanten Aufschluss des Tagebaus Bärwalde informiert, im Dezember 1969 erfuhren die Einwohner erstmals von der Notwendigkeit der Umsiedlung Merzdorfs. Als diese in Merzdorf im Gange war, wurde diese Problematik 1976 in Schöpsdorf zur Tagesordnung. Zur Umsiedlung wurde der Zeitraum 1980/1981 vorgegeben, wegen der Spreeverlegung mussten vier Familien schon 1979 umsiedeln.
Am 8. März 1981 hatten die Schöpsdorfer ihre Abschiedsfeier, im Juli des gleichen Jahres wurde formal die Auflösung und Löschung des Ortsteils Schöpsdorf beschlossen.

### Bevölkerungsentwicklung
| Jahr | Einwohner |
| ---- | --------- |
| 1823 | 96        |
| 1825 | 89        |
| 1861 | 117       |
| 1871 | 115       |
| 1880 | 122       |
| 1885 | 121       |
| 1905 | 90        |
| 1910 | 100       |
| 1913 | 101       |
| 1916 | 101       |
| 1917 | 90        |
| 1919 | 108       |
| 1925 | 110       |
| 1930 | 92        |
| 1933 | 102       |
| 1939 | 102       |
| 1946 | 89        |
| 1950 | 101       |
| 1951 | 113       |
| 1975 | 67        |

Die nebenstehende Tabelle der Einwohnerzahlen Schöpsdorfs wurde Meusels Schöpsdorf – Streiflichter aus der Geschichte entnommen. Die Autorengruppe hat dazu Werte aus verschiedenen Quellen zusammengetragen. Dadurch sind die Zahlen nicht nach einem einheitlichen Maßstab erhoben worden, sie stellen jedoch Anhaltspunkte dar, die eine ereignisbasierte Veränderung ableiten lassen. Außerdem belegen die Werte, dass sich die Einwohnerzahlen von 1820 bis etwa 1970 in einem Bereich von rund 90 bis 120 bewegen.
Ein Verzeichnis über die steuerpflichtigen Wirte aus dem Jahr 1658 deutet an, dass Schöpsdorf vom Dreißigjährigen Krieg (1618–1648) und der Pest besonders stark betroffen war. Obwohl die Dorfflur von 290 Hektar etwa 12 fränkischen Hufen entspricht und somit Platz für 12 Ganzbauern böte, gab es in Schöpsdorf 18 Stellen, von denen im genannten Verzeichnis sechs wüst lagen. Die restlichen Wirte waren 3 Ganzbauern, 4 Halbbauern, 4 Gärtner und ein Häusler. Eigentlich lagen acht Stellen wüst, zwei wurden erst kurz vorher durch Zugezogene aus den Dörfern Tzschelln und See wieder besetzt. Während unklar ist, ob Schöpsdorf von deutschen oder sorbischen Siedlern gegründet wurde, zeigt dieses Verzeichnis zugleich, dass bis auf einen aufgeführten Namen alle eindeutig sorbischen Ursprungs sind.
1748 und 1777 wirtschafteten in Schöpsdorf unverändert die sieben Bauern. Bis 1748 erhöhte sich die Zahl der Häusler um zwei, während 1777 nur noch zwei Gärtner, dafür aber neun Häusler genannt werden. Eine weitere Wirtschaft stand wüst. Bis 1838 stieg die Zahl der Gärtner auf drei, die der Häusler auf zehn. 1863 gab es nur noch einen Ganzbauern, vier Halbbauern, einen Gärtner und 12 Häusler.
Die Einwohnerzahl stieg von der ersten preußischen Zählung im Jahr 1825 bis 1885 von 89 um etwa ein Drittel auf 121 an. Laut Mukas Statistik der Sorben in der Oberlausitz war die Schöpsdorfer Bevölkerung zu dieser Zeit rein sorbisch. Danach ging die Einwohnerzahl bis 1905 auf 90 zurück, jedoch schon fünf Jahre später wurden 100 Einwohner in 22 Haushalten verzeichnet. Trotz des Ersten Weltkriegs war die Einwohnerzahl Schöpsdorfs 1919 leicht über Vorkriegsniveau. In 23 Haushalten lebten 108 Einwohner.
Die Einwohnerzahl war in der zweiten Hälfte der Zwischenkriegszeit leicht rückläufig, so dass am 17. Mai 1939 noch 102 Einwohner gezählt wurden. Der Zweite Weltkrieg ging auch an Schöpsdorf nicht spurlos vorüber, bei den Volkszählungen am 3. November 1945 und am 29. Oktober 1946 wurden nur noch 89 Einwohner ermittelt.
In den späteren Nachkriegsjahren stieg die Zahl wieder, so dass 113 Einwohner im Jahr 1951 verzeichnet wurden. Auch 1956 war laut Ernst Tschernik noch eine Mehrheit von 73,9 % der Bevölkerung sorbischsprachig. Auch nach dem Zusammenschluss von Bärwalde, Merzdorf und Schöpsdorf stieg die Gesamteinwohnerzahl der drei Orte von 486 im Jahr 1950 auf 497 im Jahr 1964 leicht an, der Rückgang hielt sich bis 1971, als 476 Einwohner verzeichnet wurden, in Grenzen.
Ein Teil der Schöpsdorfer verließ den Ort schon vor der Umsiedlungszeit, so dass 1975 nur noch 67 Einwohner verzeichnet wurden. Dem 1981 erfolgten Ortsabbruch gingen 55 Umsiedlungen in 18 Haushalten voraus. Zehn Haushalte zogen ins benachbarte Uhyst, die restlichen acht verteilten sich auf die nahe gelegenen Orte Groß Särchen, Klitten, Kreba, Lippen, Maukendorf und Weißkollm, oder zogen in die Städte Hoyerswerda und Weißwasser.

### Ortsname
Der Ortsname ist 1418 als Schewbsdorf erstmals urkundlich belegt. Weitere Namensformen sind Schebißdorf (1571), Schobsdorf (1572), Schebsdorff (1658) und Schöpsdorff (1759). 1791 findet sich eine vereinfachte Schreibweise Schoͤpsdorf. Sorbische Varianten sind als Ssypschezy (1800), Sypschez (1831/1845), Seṕšecy (1843), Sepšecy (1843) und Šepšecy (1969) nachgewiesen.
Die Herleitung des Namens gestaltet sich schwierig, da er offensichtlich eine Anlehnung an den nahegelegenen Fluss Schöps, sorbisch Šepc, zu sein scheint, was Ernst Eichler und Hans Walther als unwahrscheinlich ansehen, zumal Schöpsdorf an der Spree lag und die Mündung des Schwarzen Schöps erst einige Kilometer flussabwärts liegt.
Da der Name relativ lange mit -b- geschrieben wurde, ist hier möglicherweise eine nachträgliche Eindeutung von Schöps erfolgt. Der Name leitet sich womöglich vom mittelhochdeutschen Wort schoub (Strohbund) ab und deutet dann als Spottname die dürftigen Bodenerträge an. Eine weitere Deutungsmöglichkeit wäre eine Ableitung vom mittelhochdeutschen schöpetz „Hammel, verschnittener Schafbock“, die ein Dorf benennt, in dem Schafe gehalten werden.

## Erinnerung

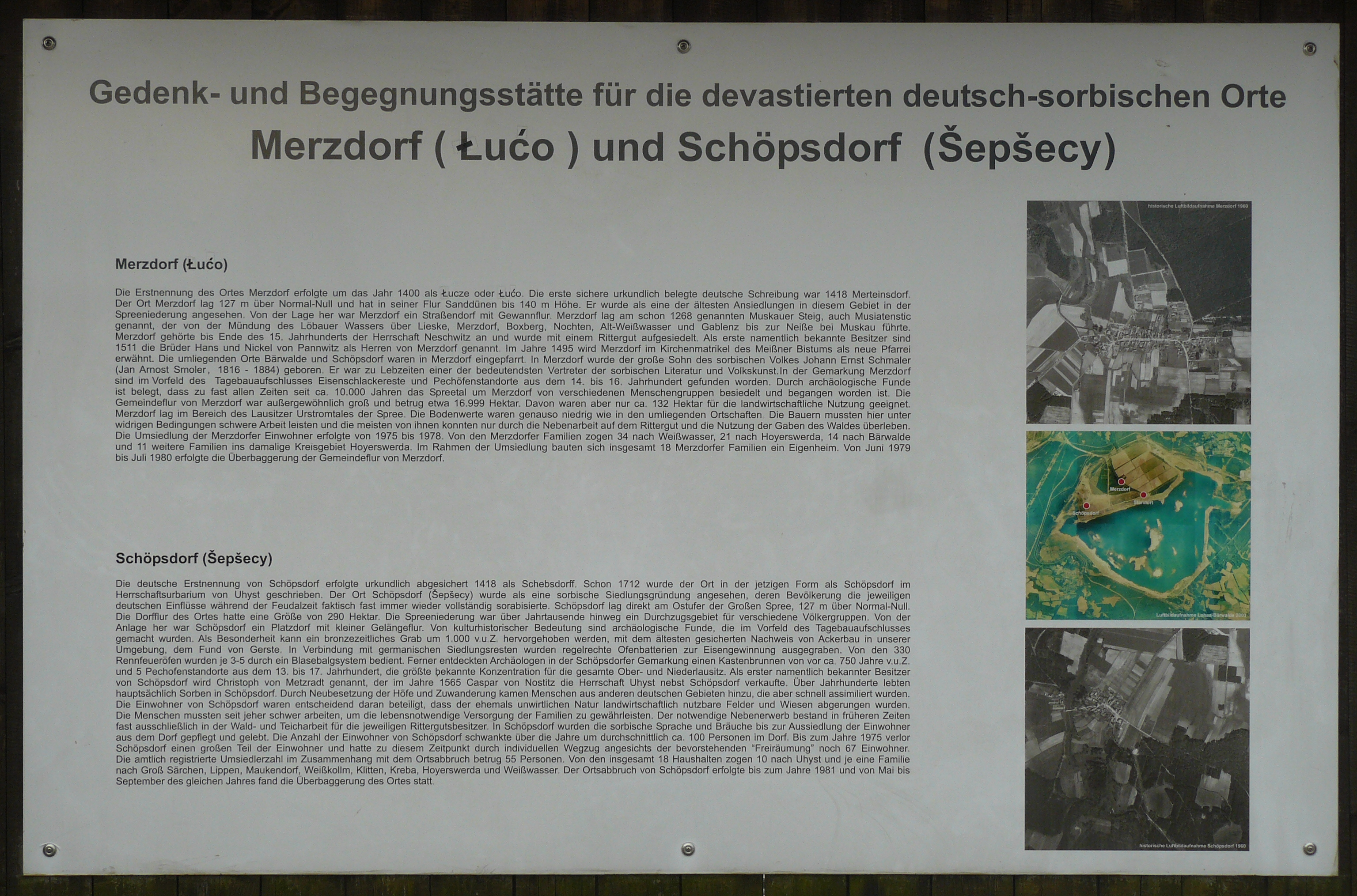
Informationstafel an der Gedenkstätte für Merzdorf und Schöpsdorf am Bärwalder See

Am Nordufer des Bärwalder Sees befindet sich eine Gedenkstätte für Merzdorf und Schöpsdorf.
In der Hoyerswerdaer Neustadt wurden nach der Wende im Wohnkomplex 8 einige Straßen, die vorher die Namen getöteter DDR-Grenzsoldaten trugen, nach Dörfern umbenannt, die von Tagebauen im früheren Kreisgebiet devastiert wurden. An den Eingängen des elfgeschossigen Hochhauses Schöpsdorfer Straße 31–35, vorher Siegfried-Widera-Straße, erinnern seit Ende 2011 fünf Metalltafeln des Seidewinkler Künstlers Manfred Vollmert an Schöpsdorf.